# HRT – Radio Osijek
Hrvatski radio Osijek ili Radio Osijek regionalna je radijska postaja u sastavu HRT-a, koja svoj program, osim na području Osijeka, emitira i na području cijele Slavonije i Baranje.

## Povijest
Po nekim izvorima radijski program iz Osijeka prvi je put emitiran 22. lipnja 1934. povodom Dana Grada. Tijekom Drugog svjetskog rata Hrvatski krugoval odredio je da se u većim središtima NDH osnuju radijske postaje, pa je tako u lipnju 1942. u kući na adresi Županijska 17 postavljena oprema za emitiranje programa postaje, koja je nazvana Državna krugovalna postaja Osiek. U idućim je mjesecima nabavljena ostala oprema, a 26. siječnja 1943. prvi je put obavljeno pokusno emitiranje. S obzirom na ratno vrijeme, program je sadržavao zabavni, umjetnički i promidžbeni dio.
Ulaskom NOVJ-a u grad 14. travnja 1945. kratkotrajno je nastavljena uporaba krugovala, ali je zbog uništenosti gradske infrastrukture stalno emitiranje uspostavljeno 16. svibnja 1945. pod imenom Radiostanica Osijek. Program je trajao oko 16 sati dnevno, a do poboljšanja prijema Radio Zagreba počinjao je u 6 ujutro prijenosom vijesti Radija Beograd. 1946. je pod vodstvom Nikole Kečanina radio preselio u bivšu zgradu Prve hrvatske štedionice, čime je poboljšana čujnost. Zbog materijalnih teškoća dnevno je vrijeme emitiranja postupno bilo sve kraće, pa je 1960-ih svedeno na tri i pol sata. 1971. Radio Osijek postao je dijelom Radiotelevizije Zagreb, čime je započeo drugi dio razvoja. Tijekom tog razdoblja sve se češće uključivao u programe zagrebačkog Radija Jadran, Radija Zagreb, Radija Novi Sad, Radija Sarajevo i Radija Beograd. 1975. je, nakon rušenja srednjovalnog odašiljača na Vinkovačkoj cesti, program privremeno emitiran preko mobilnog odašiljača male snage, da bi 1978. izgradnjom odašiljača u Josipovcu ponovno bila povećana čujnost.
S demokratskim promjenama u Hrvatskoj početkom 1990-ih radio je preimenovan u Hrvatski radio – Radiopostaja Osijek. Imao je 44 djelatnika, od toga 14 novinara različitih narodnosti, a program je trajao 12 sati. Početkom Domovinskog rata, radio su napustili djelatnici srpske narodnosti i (odlukom kriznog stožera) majke maloljetne djece, pa je u listopadu 1991. ostalo 25 zaposlenika. S obzirom na važnost pravovremenog izvještavanja o opasnostima od napada, program je trajao 24 sata dnevno. Osim proizvodnje vlastitog programa Radio Osijek slao je izvješća za informativne emisije drugih hrvatskih radijskih postaja, ne samo iz Osijeka, nego i iz Vukovara, Belog Manastira i Bosne i Hercegovine, a njegov program prenosile su i druge slavonske radijske postaje. Unatoč zaposjednuću odašiljača na Banskom brdu i raketiranju odašiljača na Papuku i Psunju, čujnost radija tijekom 1991. i 1992. pojačana je popravkom odašiljača na Papuku te uporabom gradskog UKV i srednjovalnog odašiljača u Josipovcu. 1994. postavljeni su odašiljači u Županji, Drenovcima i Komletincima, a 1995. popravljen je odašiljač na Psunju, pa je čujnost povećana na cijeli potez od Zagreba do Beograda. Tijekom razaranja Osijeka zgrada radija više je puta izravno pogođena, pri čemu su dva djelatnika teže ranjena. Po prestanku izravnih i svakodnevnih napada na grad radio se brzo prilagodio mirnodopskim uvjetima rada, ali se isto tako brzo prilagođavao novonastalim ratnim uvjetima rada zbog čestih provokacija srpskog agresora, što je posebno došlo do izražaja u kolovozu 1995. kada je tijekom operacije Oluja u znak odmazde ponovno napadnut Osijek. Kadar Radija Osijek je nakon 1993. pokrenuo nove radijske postaje u gradu, ali i program u tek oslobođenim Okučanima neposredno nakon operacije Bljesak.
Danas se program se emitira s četiri odašiljača: 
- Psunj (102,0 MHz)
- Osijek (102,4 MHz)
- Belje (102,8 MHz)
- Borinci (105,3 MHz)